# 廖俊智
廖 俊智（りょう しゅんち、1958年 - ）は、台湾の化学工学者。2016年6月より中央研究院院長。英語名はジェームス・C・リャオ（James C. Liao）。

## 経歴
高雄市生まれ。1980年、国立台湾大学卒業。1987年、ウィスコンシン大学マディソン校化学工学博士。指導教員は『Transport Phenomena』の共著者として知られるEdwin Niblock Lightfoot。1987年、イーストマン・コダック入社。1990年、テキサスA&M大学助教授。1993年、同准教授。1997年、カリフォルニア大学ロサンゼルス校教授。 2016年、中華民国中央研究院第8代院長として総統に承認され、6月21日に台湾に戻り、院長に就任した。

## 栄誉
- 2002年、アメリカ医学生物工学会フェロー
- 2012年、全米工学アカデミー会員
- 2014年、中華民国第30期中央研究院院士。
- 2015年、米国科学アカデミー（NAS）会員
- 2015年、全米発明家アカデミーフェロー
- 2020年、世界科学アカデミー会員[8]